# Doctor's Diary - Gli uomini sono la migliore medicina
Doctor's Diary - Gli uomini sono la migliore medicina (Doctor's Diary - Männer sind die beste Medizin) o più semplicemente Doctor's Diary è una serie televisiva tedesca ideata da Bora Dagtekin e prodotta dal 2008 al 2011 da Polyphon Film-und Fernsehgesellschaft. Protagonista della serie è l'attrice Diana Amft; altri interpreti principali sono Peter Prager, Ursela Monn, Florian David Fitz, Kai Schumann, Julia Koschitz, Annette Strasser, Laura Osswald  e Zsá Zsá Inci Bürkle.
La serie si compone di tre stagioni, per un totale di 24 episodi (8 per stagione).
In Germania la serie è stata trasmessa in prima visione dall'emittente televisiva RTL Television: il primo episodio, intitolato Männer sind Schweine, fu trasmesso in prima visione il 23 giugno 2008; l'ultimo, intitolato Herr Ober! Mein Happy End ist kalt!, fu trasmesso in prima visione il 16 febbraio 2011.
In italiano è andata in onda dal 5 giugno al 23 giugno 2017 su Rai Premium.

## Trama
Protagonista delle vicende è la dottoressa Margarethe Haase, che dopo essere stata tradita dal fidanzato alla vigilia delle nozze, inizia un praticantato nello stesso ospedale dove lavora il padre. Lì incontra l'uomo di cui è sempre stata innamorata, Mark, che l'ha sempre presa in giro, soprattutto per il suo peso. Conoscerà anche il dolcissimo dottor Kaan, e sposerà un milionario che si rivelerà pieno di segreti. La dottoressa Haase sarà così coinvolta in una serie di disavventure tragicomiche.

## Episodi
| Stagione         | Puntate | Prima TV Germania | Prima TV Italia |
| ---------------- | ------- | ----------------- | --------------- |
| Prima stagione   | 8       | 2008              | 2017            |
| Seconda stagione | 8       | 2009              | 2017            |
| Terza stagione   | 8       | 2011              | 2017            |

## Premi e nomination (lista parziale)
- 2009: Premio Adolf Grimme